# Comté de Gray (Kansas)
Pour les articles homonymes, voir Comté de Gray.
Le comté de Gray est l’un des 105 comtés de l’État du Kansas, aux États-Unis. Fondé le 13 mars 1881, il a été nommé en hommage à l'homme politique Alfred Gray.
Siège et plus grande ville : Cimarron.

## Géolocalisation
|                  | Comté de Finney | Comté de Hodgeman |
| Comté de Haskell | Comté de Gray   | Comté de Ford     |
|                  | Comté de Meade  |                   |